# Otto Freundlich

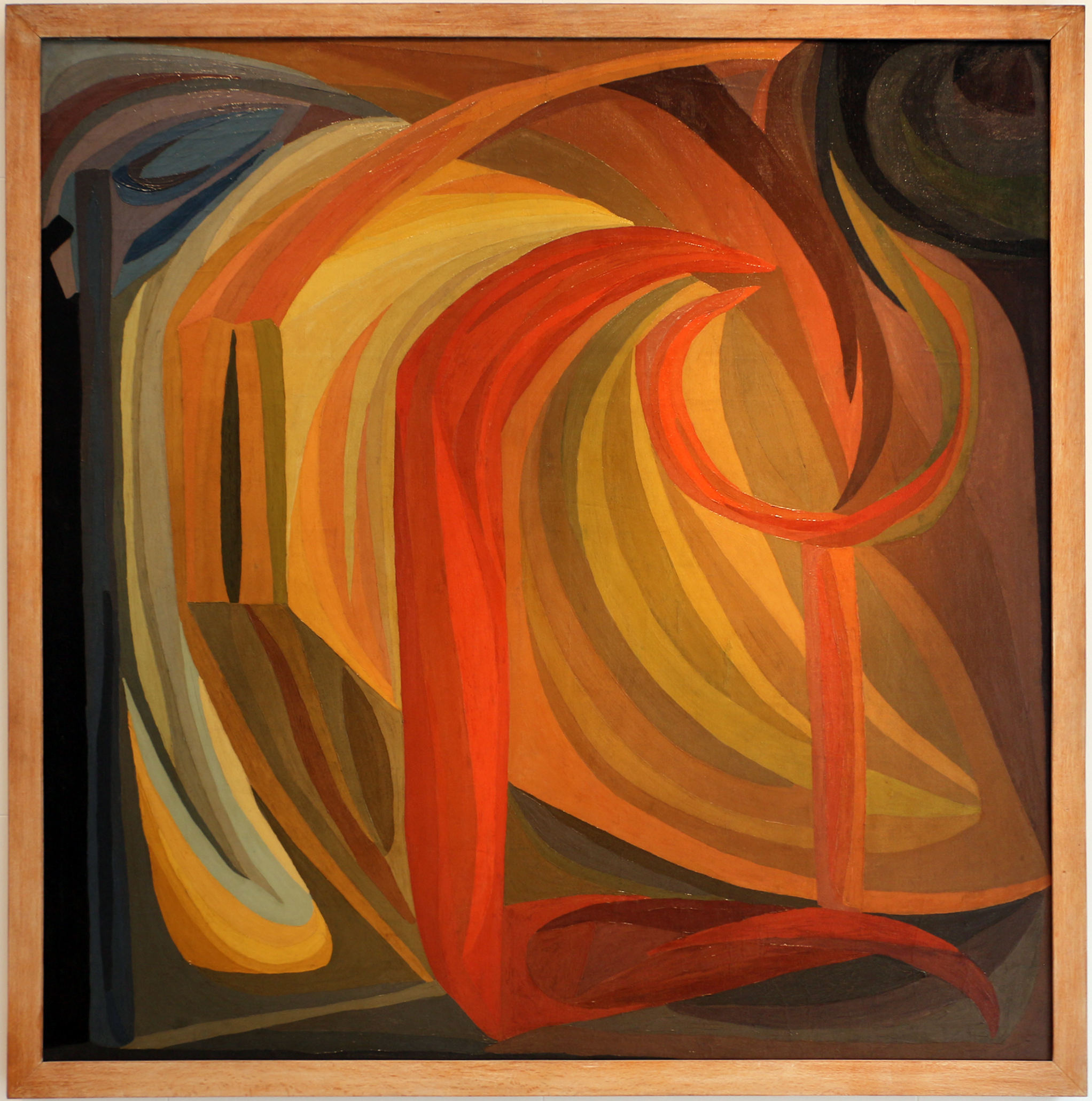
Kompozice, 1911

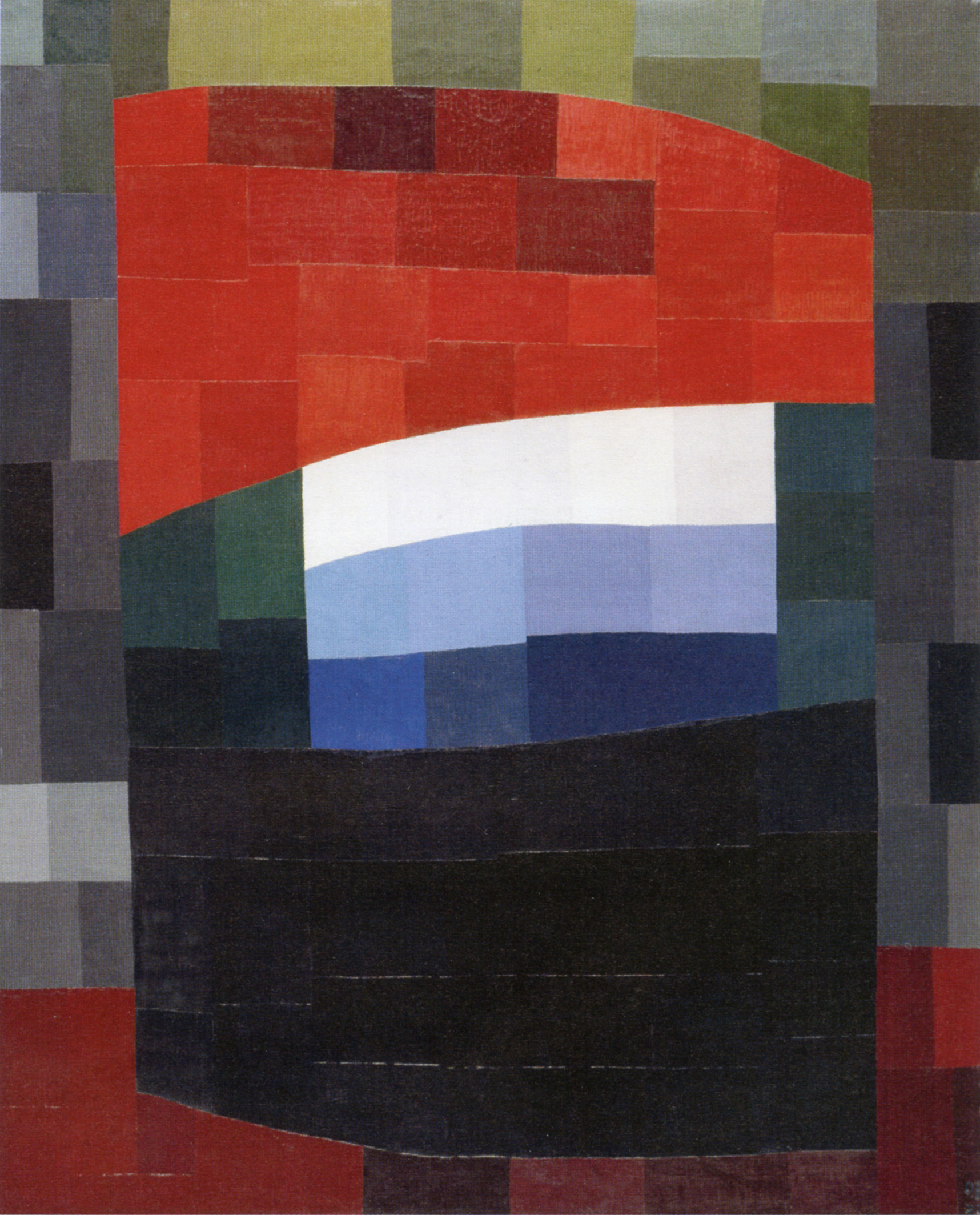
Mein Himmel ist rot (Má obloha je rudá), 1933, Musée National d’Art Moderne, Paříž

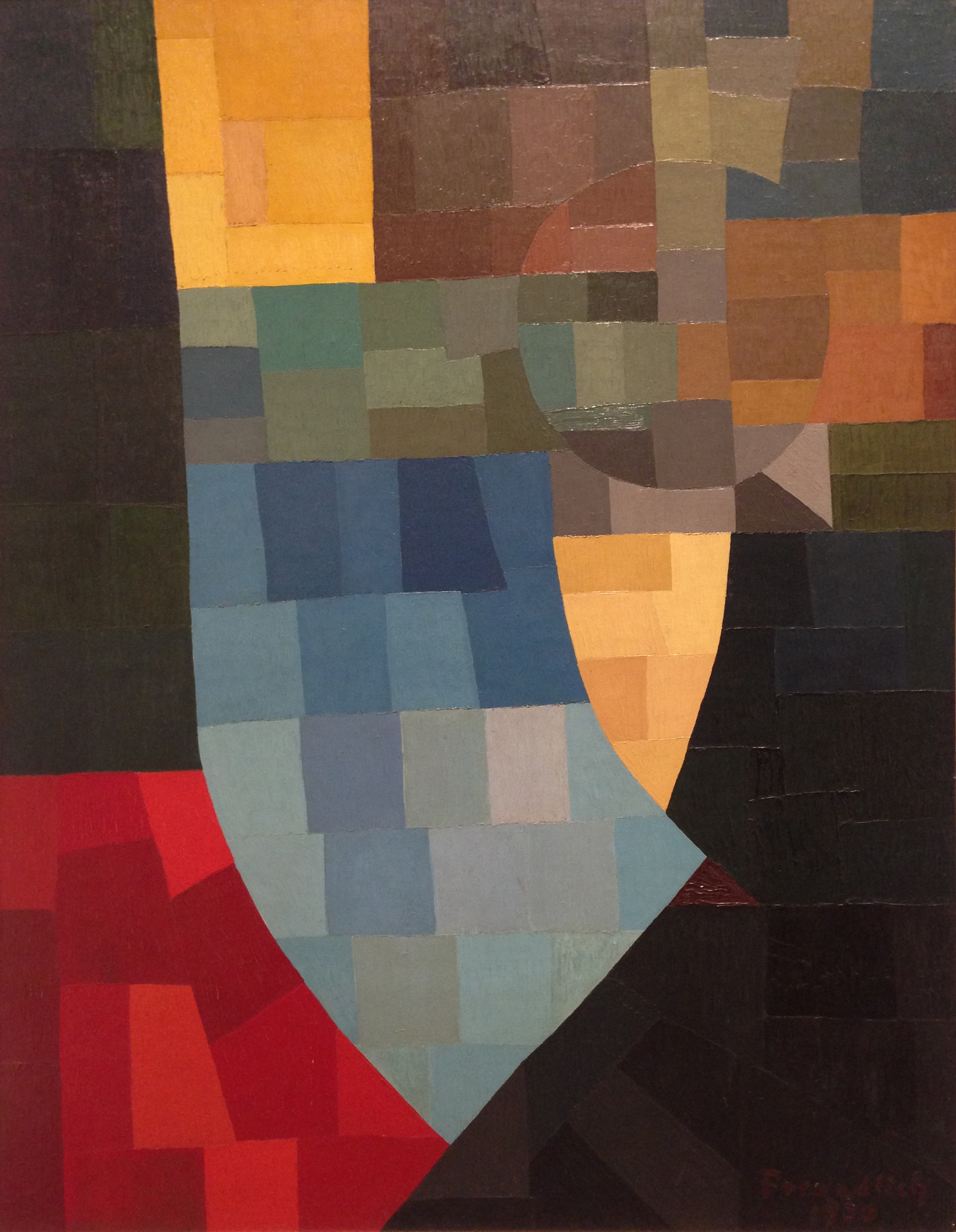
Kompozice, 1930

Otto Freundlich (10. července 1878, Słupsk, Německo – 9. března 1943, Majdanek, Polsko) byl německý malíř a sochař. V roce 1937 byla jeho díla spolu s mnoha dalšími vystavena na výstavě Entartete Kunst v Mnichově. Zemřel v koncentračním táboře Majdanek.

## Život a dílo
Freundlich měl původně být nejprve obchodníkem, pak zubařem a malířství a sochařství se začal věnovat ve svých 27 letech. Tvořil v Berlíně, Florencii a Paříži.
Originalita Freundlichova díla, který vyvinul svůj vlastní styl experimentováním s kubismem, abstrakcí a konstruktivismem, byla v roce 1912 zpozorována kritiky umění po účasti na prestižní výstavě Unie výtvarných umělců v Kolíně nad Rýnem, kde umělec ukázal čtyři obrazy. O rok později ho francouzský básník Guillaume Apollinaire ve vydaném albu Modern Painting označil za jednoho z nejzajímavějších německých malířů.
Ve dvacátých letech minulého století byl Freundlich již uznávaným umělcem. Poté, co Adolf Hitler přišel k moci v Německu, nacisté Freundlichovo umění odsoudili. Označili ho jako degenerovaného umělce a zničili většinu jeho děl. Freundlich musel uprchnout z Třetí říše do Francie, ale v roce 1943 ho tam našlo gestapo. Brzy po zatčení umělec zemřel v koncentračním táboře Majdanek.
Freundlich vytvořil asi 550 různých uměleckých děl. Jen málo z nich do moderní doby přežilo. Zachovalá díla jsou vystavena v newyorském Muzeu moderního umění, pařížském Centru Georges Pompidou a mnichovské Neue Pinakothek. Největší sbírku – 50 obrazů, soch, kreseb, grafiky, vitráží a mozaik – má Musée Tavet-Delacour poblíž Paříže. Díky spolupráci s ním v roce 2008 zorganizovalo Muzeum středního Pomořanska ve Słupsku první výstavu Freundlichových děl v Polsku.
Největší, ale nikdy neuskutečněný Freundlichův projekt byl pojmenovaný Straße des Friedens (Cesta míru). Umělec chtěl umístit monumentální betonové sochy o velikosti 20–30 metrů po celé Evropě, což mělo představovat největší mezinárodní výstavu v krajině spojující země a národy. Dílo měly tvořit dvě osy: ve směru sever-jih a západ-východ. Na jejich středu měla stát „lucerna ze sedmi částí“. Projekt byl zahájen v 70. letech Evropskou cestou míru – Asociací silnic v Evropě – Otto Freundlich Association se sídlem v St. Wendel v Německu. Do roku 2007 bylo vyrobeno 53 soch a jedna z nich je umístěna ve Słupsku.
Rodinný dům umělce stále stojí ve Słupsku (u ulice J. Tuwimy, dříve Hospitalstrasse, č. 34).

## Výstavy

Museum Ludwig: „Otto Freundlich. Kosmischer Kommunismus“
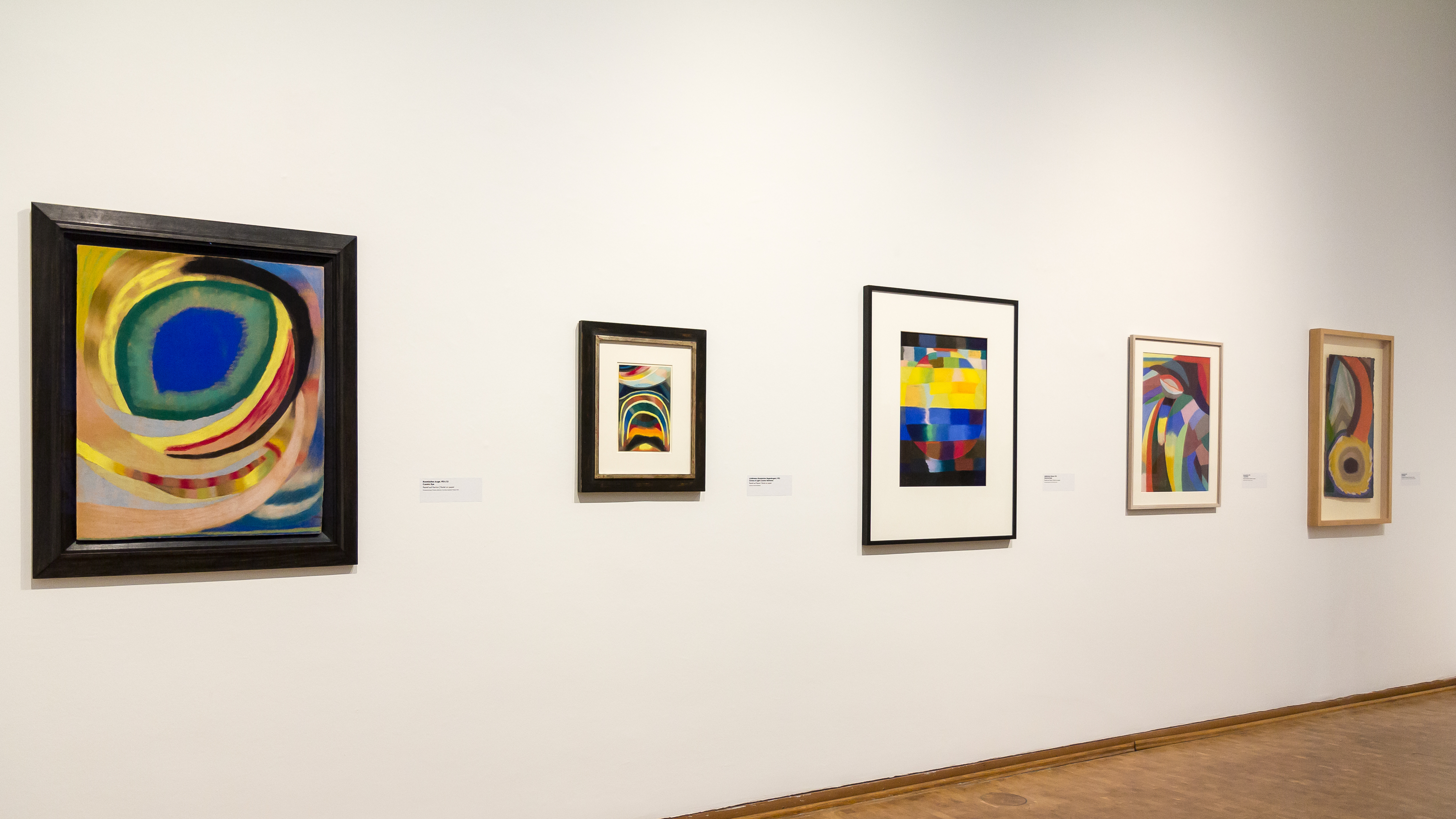
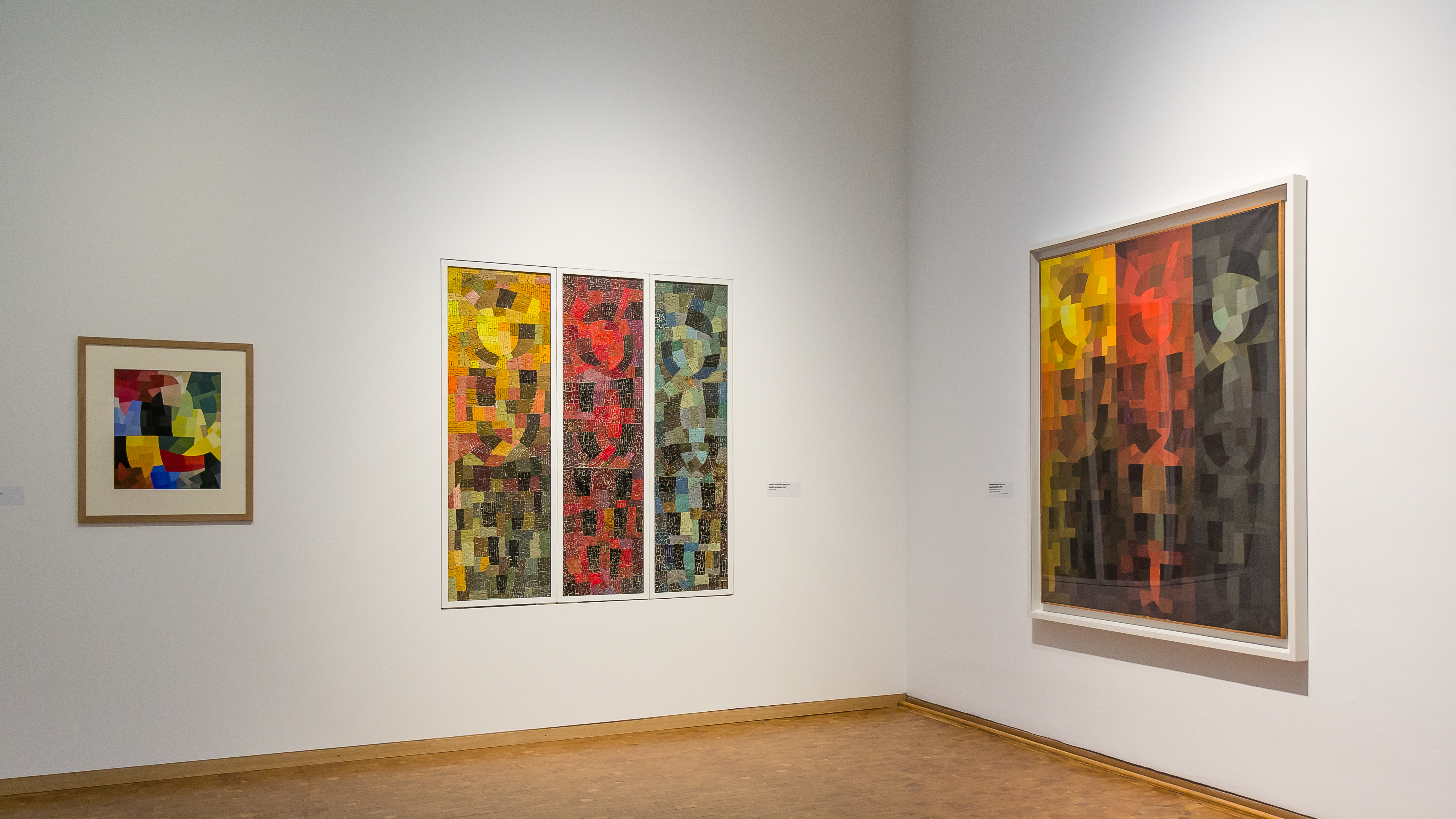
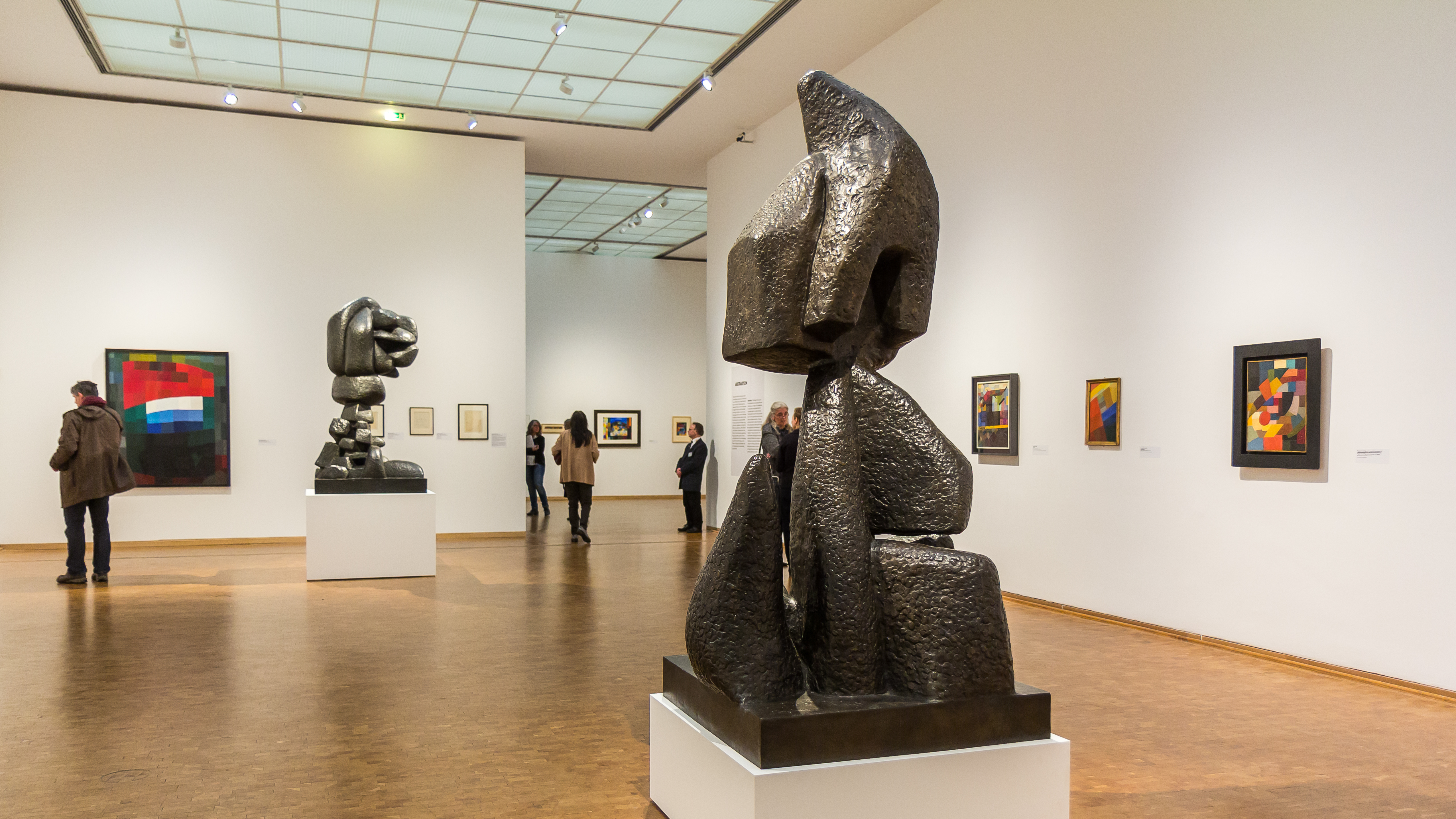
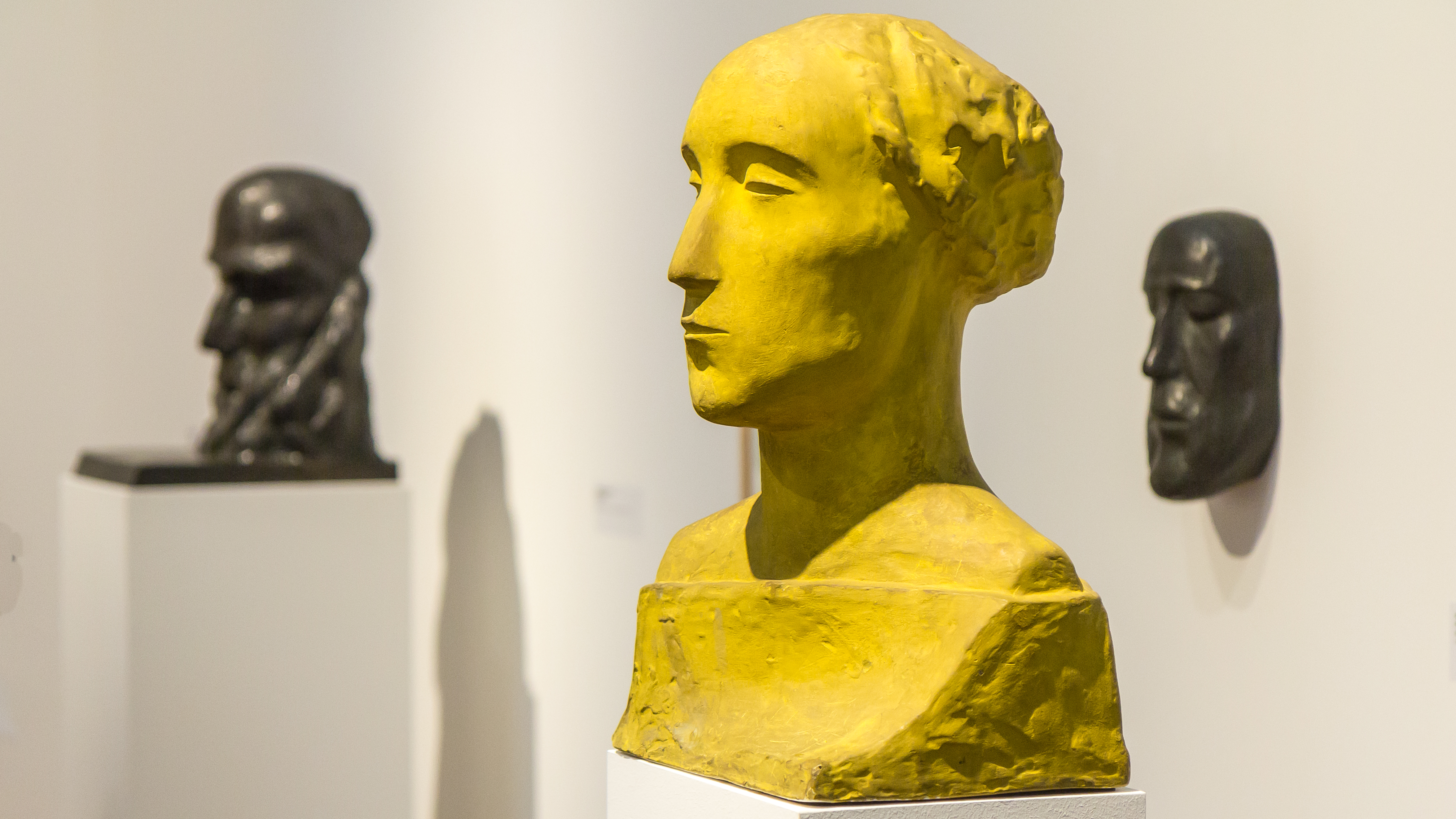